# Leonardo Mansueti
Leonardo di Antonio dei Sambuchelli da Perugia, più tardi detto semplicemente Leonardo Mansueti dal cognome della madre (Perugia, 1º gennaio 1405 – Roma, 26 luglio 1480), è stato un umanista italiano.
Insegnò teologia e filosofia morale a generazioni di perugini illustri e divenne così celebre da indurre Papa Eugenio IV a conferirgliì ufficialmente, nel 1439, il berretto di sacrae teologiae professor e la nomina di legato a Perugia; in seguito, sempre per decisione papale, avrebbe esercitato un altro importante incarico all'interno della Curia: nel 1465 sarebbe infatti stato scelto da Paolo II quale nuovo Magister Sacri Palatii.
Il frate è oggi principalmente conosciuto per la sua attività di instancabile bibliofilo e bibliotecario, poiché presiedette per molti anni l'illustre biblioteca domenicana di Perugia, di cui incrementò enormemente il patrimonio librario e per la quale commissionò la costruzione del nuovo edificio.
Fecondo predicatore, ricevette la cittadinanza onoraria da moltissime città ed intrattenne intensi rapporti epistolari con numerosi umanisti dell'epoca; fu amico del cardinal Torquemada.
Frate domenicano fin dai quattordici anni, ebbe un ruolo politico importante all'interno dell'ordine: nel 1465 presiedette il capitolo generale di Novara, che elesse per la seconda volta Marziale Auribelli. Poco dopo fu eletto provinciale domenicano della provincia romana, comprendente tutto il territorio dello Stato della Chiesa. Infine, durante il capitolo generale svoltosi a Roma nel 1474, venne eletto 31° Maestro Generale dell'Ordine Domenicano, ricoprendo tale incarico fino alla scomparsa.
Fra i suoi atti vi fu quello, diretto a papa Sisto IV, in cui chiedeva per gli ordini mendicanti la facoltà di possedere in proprietà, per poter arginare le difficoltà economiche che provenivano essenzialmente da tre fattori: l'intiepidirsi della fede nella popolazione, le mutate abitudini di vita dei frati, l'estrema situazione di povertà in cui era caduta tutta la società dell'epoca; la sollecitazione fu accolta e, con due decreti del 1475 e del 1478, venne accordata la richiesta.
Nel 1477 il maestro Mansueti ebbe anche un ruolo di rilievo nella cosiddetta guerra delle stimmate, scoppiata fra domenicani e francescani (l'ordine da cui proveniva proprio il Papa) e che riuscì a portare ad una conclusione accettabile da entrambe le parti, tenendo una posizione di rigoroso rispetto delle decisioni del pontefice; l'ordine nel complesso gli confermò obbedienza, anche se fra mille polemiche, compresa quella agitata da una frangia estrema, che lo accusava di non aver difeso l'ordine a causa di presunte aspirazioni cardinalizie.
Nel 1479 autorizzò ufficialmente Corrado Wetzel a propagandare "il salterio o rosario della Beata Vergine Maria e la sua fraternità e ad iscrivere i fedeli alla medesima fraternità e a delegare altri a tale scopo".